# دانشکده اقتصاد و علوم سیاسی دانشگاه شهید بهشتی
دانشکدهٔ اقتصاد و علوم سیاسی دانشگاه شهید بهشتی که سابقاً با نام‌های «دانشکدهٔ بانکداری و علوم مالی و اقتصادی» و «دانشکده علوم اقتصادی و سیاسی» نیز شناخته می‌شده، یکی از ۱۹ دانشکدهٔ دانشگاه شهید بهشتی است که همزمان با تأسیس دانشگاه در سال ۱۳۳۹ تأسیس شده و در پردیس اصلی دانشگاه در محلۀ ولنجک واقع شده است.

## تاریخچه
دانشکدۀ اقتصاد و علوم سیاسی همزمان با تأسیس دانشگاه در سال ۱۳۳۹ با نام دانشکده بانکداری و علوم مالی و اقتصادی فعالیت خود را آغاز و با درج آگهی در روزنامه اطلاعات برای اولین بار اقدام به برگزاری آزمون و پذیرش دانشجوی دوره کارشناسی در رشته‌های اقتصاد و بانکداری نمود. ساختمان دانشکده در بدو تأسیس در خیابان ایرانشهر جنوبی بود. (البته در سال ۱۳۴۳ به ساختمان دیگری در شمال خیابان ایرانشهر نقل مکان کرد) تا اینکه در سال ۱۳۴۶ به محل فعلی دانشکده در پردیس دانشگاه انتقال یافت. در سال ۱۳۷۹ ساختمان جدید دانشکده به صورت رسمی به بهره‌برداری رسید که علاوه بر فضاهای آموزشی و اداری شامل دو فضای مناسب برای کتابخانه و سایت رایانه ای برای استفاده استادان و دانشجویان است.
نظام آموزشی دانشکده در ابتدا سالانه بود اما در سال تحصیلی ۴۳–۱۳۴۲ به نظام ترمی- واحدی (دو نیمسال در هر سال تحصیلی) تبدیل شد. در سال ۱۳۴۵، دانشکده اقدام به تأسیس دوره کارشناسی علوم سیاسی نمود و از این زمان نام دانشکده به‌طور رسمی به دانشکده علوم اقتصادی و سیاسی تغییر یافت. در سال تحصیلی ۴۷–۱۳۴۶ با تأسیس دوره‌های کارشناسی ارشد اقتصاد و علوم سیاسی و پذیرش دانشجو در این دو دوره، دانشکده فعالیت آموزشی خود را گسترش داد. در سال ۵۷–۱۳۵۶ دوره‌های کارشناسی اقتصاد نظری و اقتصاد بازرگانی دایر گردید. پس از انقلاب فرهنگی در سال ۱۳۶۳ رشته حسابداری به مجموعه دانشکده اضافه گردید ولیکن در سال تحصیلی ۶۸–۱۳۶۷ با تشکیل دانشکده علوم اداری و مدیریت به این دانشکده انتقال پیدا کرد. دوره کارشناسی ارشد برنامه‌ریزی سیستم‌های اقتصادی در سال ۱۳۶۷ و دوره دکتری اقتصاد در سال ۱۳۷۱ دایر شد که اولین دوره دکتری در دانشگاه شهید بهشتی محسوب می‌شود. یک سال بعد دوره کارشناسی ارشد روابط بین‌الملل و در سال تحصیلی ۷۹–۱۳۷۸ (در راستای پاسخگویی به نیازهای جامعه و ضرورت تربیت کارشناس با گرایش‌های خاص) دوره‌های کارشناسی اقتصاد صنعتی و اقتصاد پول و بانکداری اضافه شد. در بهمن ماه ۱۳۷۸ دوره دکتری روابط بین‌الملل و در سال تحصیلی ۸۵–۱۳۸۴ رشته مطالعات منطقه‌ای در مقطع کارشناسی ارشد و سپس در مقطع دکتری راه اندازی شد و دانشجو پذیرفت سپس در سال ۱۳۹۵ طبق مصوبه وزارت علوم گرایش‌های کارشناسی اقتصاد حذف شد و رشته اقتصاد در مقطع کارشناسی بدون گرایش شد. این روند گسترش همواره با حفظ کیفیت آموزشی تاکنون ادامه داشته است. در مهرماه ۹۶ و به خاطر اشتباه سهوی وزارت علوم در نامه نگاری اداری، نام این دانشکده به اقتصاد و علوم سیاسی تغییر یافت و در اردیبهشت ۹۷ سردر دانشکده نیز با نام جدید تعویض شد.
در سال تحصیلی ۰۳–۱۴۰۲ گرایش اقتصاد اسلامی در مقطع کارشناسی ارشد اقتصاد و گرایش اقتصاد بخش عمومی در مقطع دکتری اقتصاد راه‌اندازی شد و دانشجو پذیرفت.
گروه اقتصاد سابقه‌ای ۶۰ ساله داشته و برخی از مسئولان رده بالای اقتصادی کشور در دولت‌های مختلف از استادان یا فارغ‌التحصیلان اقتصاد این دانشکده بوده یا هستند:
| نام                  | سمت |
| -------------------- | --- |
| محسن نوربخش          | وزیر اسبق امور اقتصادی و دارایی، رئیس اسبق بانک مرکزی جمهوری اسلامی ایران، نماینده‌ی دوره سوم مجلس شورای اسلامی       |
| حسین نمازی           | وزیر اسبق امور اقتصادی و دارایی در شش کابینه                                                                         |
| پرویز داوودی         | عضو مجمع تشخیص مصلحت نظام، وزیر اسبق امور اقتصادی و دارایی، معاون اول رئیس‌جمهور ایران در دولت نهم                    |
| احمد توکلی           | سخنگوی دولت محمدعلی رجایی، عضو مجمع تشخیص مصلحت نظام، رئیس پیشینِ مرکز پژوهش‌های مجلس و نماینده سابق مجلس شورای اسلامی |
| علی اکبر عرب مازار   | رئیس اسبق سازمان امور مالیاتی کشور، رئیس هیئت مدیره بانک دی                                                          |
| روح‌الله خدارحمی      | رئیس هیئت مدیره بانک کشاورزی                                                                                         |
| محمدناصر شرافت       | سرپرست اسبق وزارت امور اقتصادی و دارایی                                                                              |
| حسین صمصامی          | سرپرست وزارت اقتصاد در دولت نهم                                                                                      |
| فرهاد دژپسند         | وزیر امور اقتصادی و دارایی                                                                                           |
| سمیع‌الله حسینی مکارم | سرپرست شهرداری تهران                                                                                                 |
| امیدعلی پارسا        | رئیس سازمان امور مالیاتی کشور و رئیس اسبق مرکز آمار ایران                                                            |
| غلامرضا تاجگردون     | رئیس کمیسیون برنامه و بودجه و محاسبات مجلس                                                                           |
| علیرضا صالح          | رئیس کل سازمان خصوصی‌سازی ایران، قائم مقام صندوق توسعه ملی                                                            |
| محمدسعید نوری نائینی | نمایندهٔ اسبق ایران در سازمان خواربار و کشاورزی ملل متحد                                                              |
| حسنعلی قنبری ممان    | مدیرعامل اسبق بانک سپه، معاون وزیر و رئیس کل سازمان خصوصی‌سازی ایران                                                  |

## گروه‌ها
این دانشکده در حال حاضر دارای دو گروه آموزشی می‌باشد:

### گروه اقتصاد
این گروه در حال حاضر دارای ۱۹ عضو هیئت علمی است و مدیریت این گروه بر عهدهٔ مدیر آموزشی گروه، دکتر حسین صمصامی است.
در حال حاضر گروه اقتصاد در سه مقطع کارشناسی، کارشناسی ارشد و دکتری دانشجو می‌پذیرد که مقطع کارشناسی از سال ۱۳۹۵ بدون گرایش است و مقطع کارشناسی ارشد دارای گرایش‌های برنامه‌ریزی سیستم‌های اقتصادی، اقتصاد نظری، اقتصاد انرژی و اقتصاد اسلامی است؛ دورهٔ دکترا نیز دارای گرایش‌های اقتصاد توسعه، اقتصاد پولی، اقتصاد بین‌الملل و اقتصاد بخش عمومی است.

### گروه علوم سیاسی
این گروه در حال حاضر دارای ۱۷ عضو هیئت علمی است که مدیریت آن بر عهده مدیر این گروه، روح‌الله طالبی آرانی است.
گروه علوم سیاسی در سه مقطع کارشناسی (گرایش علوم سیاسی)، کارشناسی ارشد (با گرایش‌های علوم سیاسی، روابط بین‌الملل، مطالعات منطقه ای) و دکتری (با گرایش‌های علوم سیاسی، روابط بین‌الملل، مطالعات منطقه ای) دانشجو می‌پذیرد.

## روسای دانشکده
| ردیف | نام               | تحصیلات                                             | مدت ریاست                 |
| ---- | ----------------- | --------------------------------------------------- | ------------------------- |
| ۱    | محمدحسین فرخ پارس |                                                     | ۱۳۳۹ تا ۱۳۴۸              |
| ۲    | امین عالی‌مرد      |                                                     | ۱۳۴۸ تا ۱۳۵۳              |
| ۳    | احمد قریشی        |                                                     | ۱۳۵۳ تا ۱۳۵۴              |
| ۴    | ایران‌پور جزنی     |                                                     | ۱۳۵۴ تا ۱۳۵۶              |
| ۵    | منوچهر فرهنگ      | دکترای اقتصاد از فرانسه                             | ۱۳۵۶ تا ۱۳۵۷              |
| ۶    | حمید شفعی         |                                                     | ۱۳۵۷ تا ۱۳۵۸              |
| ۷    | مصطفی وطن‌خواه     |                                                     | ۱۳۵۸ تا ۱۳۵۹              |
| ۸    | محمدحسین پورکاظمی | کارشناسی ارشد ریاضیات از دانشگاه تهران              | ۱۳۵۹ تا ۱۳۶۰ ۱۳۶۵ تا ۱۳۶۶ |
| ۹    | عبدالامیر خلیلی   | دکترای اقتصاد مقداری از دانشگاه میزوری آمریکا       | ۱۳۶۰ تا ۱۳۶۵              |
| ۱۰   | محمدناصر شرافت    | دکترای اقتصاد کشاورزی دانشگاه لکسینگتون آمریکا      | ۱۳۶۶ تا ۱۳۹۲              |
| ۱۱   | عباس عرب‌مازار     | دکترای اقتصاد سنجی از دانشگاه ایالتی میشیگان آمریکا | ۱۳۹۲ تا ۱۳۹۶              |
| ۱۲   | محمد نوفرستی      | دکترای اقتصاد بین‌الملل از دانشگاه شهید بهشتی        | ۱۳۹۶ تا ۱۳۹۹              |
| ۱۳   | منصور میراحمدی    | دکترای علوم سیاسی از دانشگاه تهران                  | ۱۳۹۹ تا ۱۴۰۲              |
| ۱۴   | حسین صمصامی       | دکترای علوم اقتصادی از دانشگاه شهید بهشتی           | ۱۴۰۲                      |

دکتر منصور میر احمدی 1403 تا کنون

## استادان برجسته
از استادان برجسته فعلی و بازنشسته این دانشکده می‌توان به نفرات زیر اشاره کرد:
| گروه اقتصاد: - فریدون تفضلی - منوچهر فرهنگ - محسن نوربخش - حسین نمازی - پرویز داوودی - محمدناصر شرافت - عبدالامیر خلیلی - محمدحسین پورکاظمی - مهدی یزدانی - علی اکبر عرب مازار - حسن درگاهی - ابوالفضل رحیمی - زریر نگین تاجی - یدالله دادگر - حجت ایزدخواستی - رضا محسنی - محمدسعید نوری نائینی - مهدی رضوی - فرهاد دژپسند - حسین صمصامی - احمد توکلی - محمدحسین مهدوی عادلی | گروه علوم سیاسی: - محمود سریع القلم مطالعات توسعه، سیاست خارجی ایران، روش پژوهش در علوم سیاسی و روابط بین‌الملل منصور میراحمدی: اندیشه سیاسی اسلام، فقه سیاسی، فلسفه سیاسی - محمدرضا تاجیک اندیشه سیاسی غرب، نظریه‌های سیاسی، تحلیل گفتمان و سیاست پست مدرن - عبدالعلی قوام نظریه‌های روابط بین‌الملل، مطالعات توسعه و سیاست مقایسه ای - محمدباقر حشمت‌زاده مطالعات انرژی و مطالعات ایران - جواد اطاعت مطالعات توسعه و جامعه‌شناسی سیاسی - سیدمحمدعلی حسینی زاده روش پژوهش در سیاست، و اندیشه‌های سیاسی در اسلام و ایران - روح اله طالبی آرانی روش پژوهش در روابط بین‌الملل، تاریخ و نظریه روابط بین‌الملل، و مطالعات خاورمیانه - رضا خراسانی اندیشه سیاسی اسلام، و جنبشهای سیاسی اسلامی - امیر محمد حاجی یوسفی روش پژوهش در روابط بین‌الملل و تحلیل سیاست خارجی - حسین پوراحمدی اقتصاد سیاسی بین‌الملل و مطالعات منطقه ای - علیرضا نوری مطالعات اوراسیا و سیاست قدرتهای بزرگ - محسن شریعتی نیا متخصص در مطالعات شرق آسیا با تمرکز بر چین، و اقتصاد سیاسی بین‌الملل - علی صناعی روش پژوهش در علوم سیاسی با رویکرد پژوهش کمی، و مطالعات انتخابات‌شناسی - حیدرعلی مسعودی نظریه‌های روابط بین‌الملل و مطالعات آمریکا - داوود غرایاق زندی مطالعات خاورمیانه و اندیشه‌های سیاسی اسلام و ایران - رضا نجف زاده اندیشه سیاسی غرب و جامعه‌شناسی سیاسی |

## دانش‌آموختگان سرشناس
| چهره‌های دانشگاهی: - فریبرز رئیس دانا - عباس شاکری - فرشاد مؤمنی - محمود متوسلی - محمد ستاری‌فر - حسن سبحانی - فرهاد دژپسند - محمد نوفرستی - حسین صمصامی - فرهاد نیلی - جواد اطاعت - سید عباس موسویان - سید محمد حسین فاطمی - امیر کاظم - داود سوری - محسن مهرآرا - حسین عباسی‌نژاد - محمد رضا فرزین | چهره‌های سیاسی و اجرایی: - احمد توکلی - مسعود سلطانی‌فر - علی کفاشیان - سمیع‌الله حسینی مکارم - زریر نگین تاجی - امیدعلی پارسا - غلامرضا تاجگردون - علیرضا صالح - احمد عراقچی - روح‌الله خدارحمی - جواد حسین‌زاده چهره‌های فرهنگی و هنری: - گلاب آدینه - عبدالله کوثری - بهمن جلالی |

## امکانات
دانشکده علوم اقتصادی و سیاسی، دارای امکانات زیر است:

### کتابخانه
این کتابخانه طی ۳۰ سال، ۱۶۸۱۷ جلد کتاب تهیه کرده است که ۱۲۸۲۳ جلد به فارسی و عربی و ۳۹۹۴ جلد به زبان‌های دیگر هستند.
این تعداد دائماً با افزودن ۱۰۰ نشریه فارسی و ۱۰۰ نشریه به زبان‌های دیگر در حال تجدید است. کتابخانه علاوه بر ۱۱ روزنامه و ۲۸ عنوان نقشه دارای ۴۵ رساله کارشناسی ارشد و ۶ رساله دکترا می‌باشد.

### سالن همایش‌ها
سالن همایش‌های این دانشکده با نام سالن شهید بهشتی یکی از مجهزترین سالن‌های همایش دانشکده‌های اقتصاد کشور است.

## رشته‌ها و گرایش‌ها
هم‌اکنون دانشکده علوم اقتصادی و سیاسی با دارا بودن دو گروه آموزشی زیر، به تربیت دانشجویان در مقاطع کارشناسی، کارشناسی ارشد و دکتری می‌پردازد. گرایش برنامه‌ریزی سیستم‌های اقتصادی در مقطع کارشناسی ارشد فقط در این دانشکده و دانشکده مهندسی پیشرفت دانشگاه علم و صنعت ارائه می‌شود:
لازم است ذکر شود با تغییر ریاست دانشکده در مهرماه ۹۶، نوفرستی برنامه جدی ای برای بهبود دانشکده در دست اجرا دارند، که از جمله آن می‌توان: تعویض تجهیزات محیطی، آموزشی، کتابخانه، تقویت و بازنگری استادان مدعو و اصلاح برنامهٔ درسی را نام برد.

### اقتصاد
کارشناسی:
- علوم اقتصادی

کارشناسی ارشد:
- برنامه‌ریزی سیستم‌های اقتصادی
- اقتصاد نظری
- اقتصاد انرژی
- اقتصاد اسلامی

دکتری:
- اقتصاد پولی
- اقتصاد توسعه
- اقتصاد بین‌الملل
- اقتصاد بخش عمومی

### علوم سیاسی
کارشناسی:
- علوم سیاسی
- روابط بین‌الملل

کارشناسی ارشد:
- علوم سیاسی
- روابط بین‌الملل
- اندیشه سیاسی در اسلام
- مطالعات منطقه ای

دکتری:
- علوم سیاسی
- روابط بین‌الملل
- مطالعات منطقه ای